# Bulbophyllum falcatum
Espèce
Synonymes
- Bulbophyllum dahlemense Schltr.[1]
- Bulbophyllum falcatum var. falcatum[1]
- Bulbophyllum leptorrhachis Schltr.[1]
- Bulbophyllum ugandae (Rolfe) De Wild.[1]
- Megaclinium endotrachys Kraenzl.[1]
- Megaclinium falcatum Lindl.[1]
- Megaclinium hernirhachis Pfitzer[1]
- Megaclinium oxyodon Rchb.f.[1]
- Megaclinium ugandae Rolfe[1]
- Phyllorchis falcata (Lindl.) Kuntze[1]
- Phyllorkis falcata (Lindl.) Kuntze[1]

 Bulbophyllum falcatum est une espèce de plantes à fleurs de la famille des Orchidaceae (les Orchidées) et et du genre Bulbophyllum, présente dans de nombreux pays d'Afrique tropicale.

## Liste des variétés
Selon Catalogue of Life (22 décembre 2018) et Tropicos (22 décembre 2018) (Attention liste brute contenant possiblement des synonymes) :
- Bulbophyllum falcatum var. bufo (Lindl.) Govaerts
- Bulbophyllum falcatum var. falcatum
- Bulbophyllum falcatum var. velutinum (Lindl.) J.J. Verm.